# Luza (fiume)
La Luza (in russo Лу́за?) è un fiume della Russia europea centrale, principale affluente di destra dello Jug (bacino idrografico della Dvina Settentrionale). Scorre nell'Oblast' di Kirov, nella Repubblica dei Komi e nell'Oblast' di Vologda.

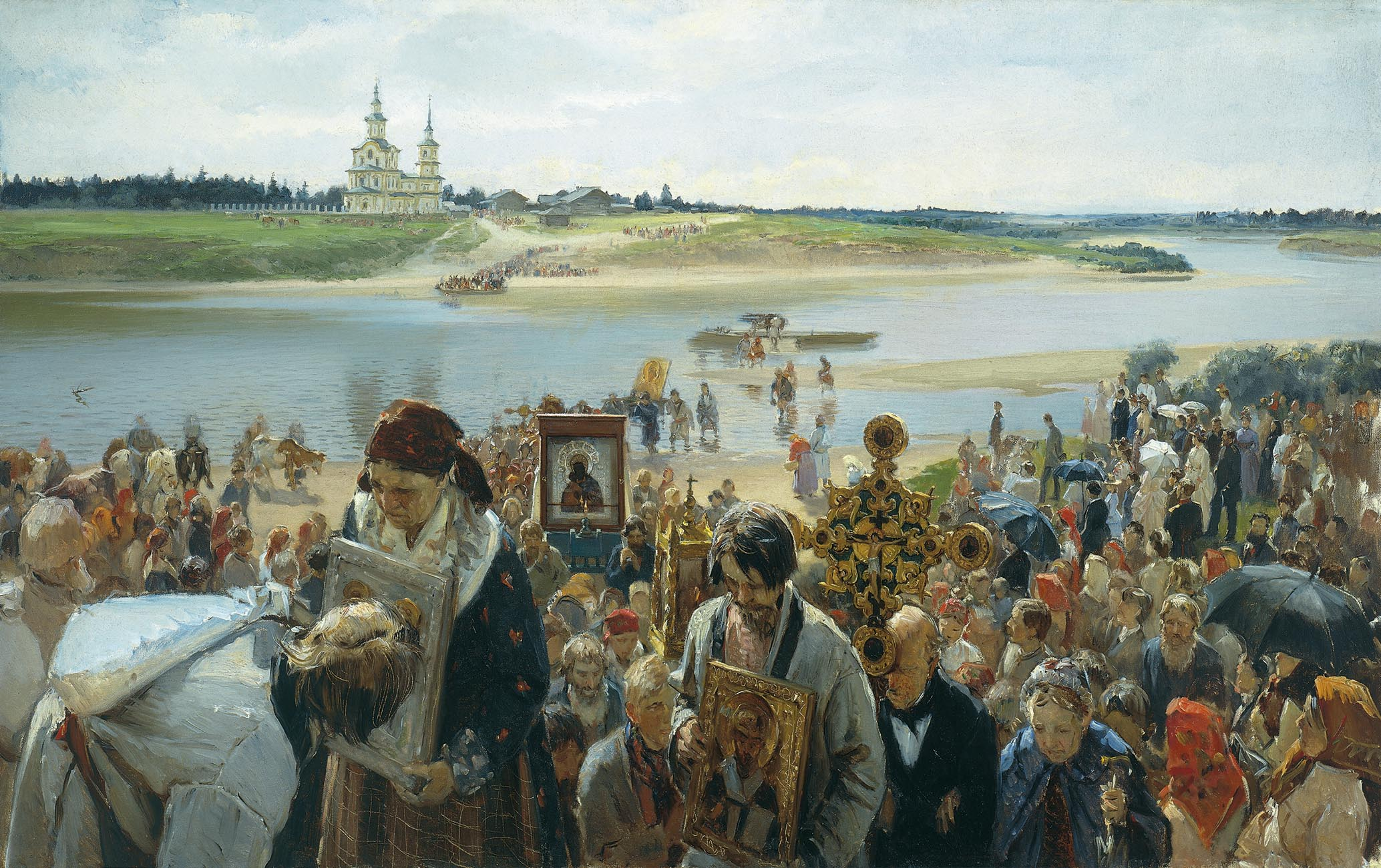
La Luza e la processione pasquale (dipinto di I. Prjanišnikov)

## Descrizione
La sorgente della Luza si trova a nord del villaggio di Vazjug nell'Oparinskij rajon, tra le colline degli Uvali settentrionali, sullo spartiacque della Dvina settentrionale e del Volga. Nel corso superiore, il Luza scorre a nord-est, entra nel distretto Priluzskij della Repubblica dei Komi, quindi gira a nord e poi a ovest, mantenendo una direzione generale occidentale fino alla foce. Nella parte centrale ritorna nella regione di Kirov, attraversa da est a ovest il distretto Luzskij; nel corso inferiore entra nella regione di Vologda. Il canale è molto tortuoso, la corrente è veloce. Sul fiume ci sono le dighe di due piccole centrali idroelettriche. Nel corso inferiore la larghezza del fiume è di circa 160 metri; forma numerose lanche e isole. Sfocia nello Jug a 35 km dalla foce, 22 km a sud-est di Velikij Ustjug. Ha una lunghezza di 574 km, il suo bacino è di 18 300 km².
Il suo maggior affluente è la Lala (lungo 172 km), seguono la Lëchta (146 km), il Porub (127 km) e il Lėpju (107 km), tutti provenienti dalla destra idrografica.